# Тоде Спасев
Тоде Иванов Спасев (на английски: Tode Spaseff) е български общественик и революционер, деец на Вътрешната македоно-одринска революционна организация.

## Биография
Тоде Спасев е роден в 1877 година в град Прилеп, тогава в Османската империя, днес в Северна Македония. Взима участие в църковно-народните борби и участва в прогонването на патриаршисткия битолски владика от Прилеп. Арестуван е от турските власти и е затворен в битолския затвор, където заедно с Йордан Гавазов и други българи участва в нападение над гръцки арестанти, а след освобождението си е тържествено посрещнат от прилепските българи.
През 1920 година емигрира в САЩ и се установява в Стийлтън, Пенсилвания, където е активен член на МПО „Прилеп“ и на македоно-българската църква „Благовещение Богородично“, Стийлтън.